# Битва под Перегоновкой
Битва под Перегоновкой — прорыв армии Махно из окружения деникинскими войсками, осуществлённый 27 сентября 1919 года в районе села Перегоновка.

## Предыстория
Объявленный большевиками вне закона, Махно ушел с фронта Красной армии в июне 1919 года с небольшим отрядом в несколько десятков человек. С этого времени он вел партизанскую войну против красных, а когда восточная часть Украины оказалась под властью деникинцев – против белых. Постепенно его отряд увеличивался благодаря поддержке со стороны крестьян и рабочих, и авторитету среди рядовых красноармейцев, поодиночке и небольшими группами присоединявшихся к махновцам. В середине июля 1919 было объявлено о создании Повстанческой армии, насчитывавшей в это время около полутора тысяч бойцов. Махновский Военно-революционного совет (ВРС) впервые обратился к руководству УНР с предложением заключить союз против красных и белых на основе признания независимости Украины и осуществления принципов народовластия в виде вольных Советов. 26 августа возле села Добровеличковка Елисаветградского уезда к двухтысячному отряду Махно присоединилась перешедшая на его сторону 3-я бригады 58-й дивизии РККА. Здесь прошло общеармейское совещание махновских командиров, завершившее формирование Украинской повстанческой армии имени Батько Махно (УПАБМ).
13 сентября 1919 года передовые части УПАБМ вышли к Умани, оборонявшейся 1-й бригадой украинских сечевых стрельцов армии УНР. 20 сентября обе воевавшие с Деникиным стороны заключили между собой соглашение о союзе, причем петлюровцы взяли на себя уход за ранеными махновцамии и снабдили Махно оружием и боеприпасами.

## Ход сражения

### Наступление деникинцев
21 сентября 1919 года Симферопольский полк в составе 1-го и 2-го батальонов, наступая на махновцев с фронта, после ряда встречных боёв занял село Перегоновка.
22 сентября 4-я пехотная дивизия деникинского генерала Слащева начала наступление на Умань против украинских и махновских войск. Слащев планировал окружить махновцев в районе города. В центре наступал Симферопольский полк (1750 штыков). Справа от него отряд генерала Склярова (Отдельная казачья бригада с приданными пехотными частями) и слева два полка 13-й и 34-й пехотных дивизий: их задачей было обойти с флангов противника, взять Умань и замкнуть кольцо окружения вокруг махновцев. Всего в операции участвовало около 5 тысяч штыков и сабель. Им противостояла армия Махно в количестве 15 000 человек.
Симферопольский полк начал наступление на Крутенькое—Текуча. Наступавший правее отряд генерала Склярова, обходя Умань с севера, отдалился и потерял связь с симферопольцами, чем немедленно воспользовались махновцы, вклинившись в образовавшуюся брешь. В результате наступление полка 22 сентября на Крутенькое провалилось и под напором махновцев он отступил к Перегоновке и далее к хуторам севернее деревни Покотилово. 23 сентября полк отражал постоянные атаки противника.
24 сентября отряд Склярова взял Умань. Оборонявшие город сечевые стрелки оказали упорное сопротивление, но были разбиты и отошли. С падением Умани и отходом украинских войск УПАБМ оказалась окружена с трех сторон. Так как между Скляровым и Симферопольским полком образовался огромный разрыв в 60 км, что дало возможность Махно перегруппировать свои силы. Наступавшие на левом фланге два полка 13-й и 34-й дивизий увязли во встречных боях и не смогли выйти в тыл армии Махно.
25-го числа симферопольский полк продолжал отбивать постоянно усиливавшиеся атаки махновцев. Слащев издал приказ, в котором благодарил полк за геройскую работу и за то, что тот своей упорной обороной дал ему возможность окружить Махно. Он просил симферопольцев продержаться ещё сутки. Этот приказ пришёл в полк утром 26 сентября. Именно в это время Махно стягивал все имеющиеся у него силы, чтобы на следующий день бросить их против Симферопольского полка.

### Прорыв махновцев
В 2 часа ночи 27 сентября 1919 года на позициях напротив занятой белыми Перегоновки подрывная команда Алексея Чубенко взорвала две тысячи морских мин, бесполезно хранившихся в махновских обозах более месяца. Мощный взрыв стал сигналом для перехода УПАБМ в общее наступление на рассвете. Южный фланг махновцев быстро смял противостоявшие ему белые части, состоявшие по большей части из только что прибывших на фронт одесских и херсонских гимназистов. На севере махновская кавалерия после короткого боя ворвалась в Умань, где разбила и рассеяла казачьи бригады генералов Н.В. Склярова и Г.Б. Андгуладзе. 
К утру деникинцы удерживали позиции лишь в центре фронта, у Перегоновки, где окопавшиеся офицерские и пластунские полки отбивали атаки махновцев плотным пулеметным огнем. Однако, махновская конница, нанеся удар по Литовскому батальону 13-дивизии, находившемуся на стыке с Симферопольским полком, уничтожила литовцев, прорвала фронт и ринулась на Покотилово—Терновку, выходя симферопольцам в тыл. Пехота махновцев наступала на полк с севера и запада, стараясь прижать его к реке Синюха, а конница стремилась захватить переправу у Покотилова и Терновки. 1-й батальон отбиваясь ружейно-пулемётным огнём от конницы отступил на юг. Тыловые части полка успели отойти и переправиться у Терновки прежде, чем переправу захватили махновцы. 2-й батальон, не успев выйти к переправе, оказался в окружении. Спустя несколько часов после начала боя фронт добровольцев в полосе Симферопольского полка был прорван и махновская армия стала быстро уходить на восток.
2-й батальон симферопольцев, отбиваясь от наседавшей конницы и неся потери, сумел оторваться от махновцев, вышел к реке Синюха и переправился на другой берег. Пытаясь выйти к своим, остатки батальона натолкнулись на уже переправившиеся главные силы армии Махно. В завязавшемся бою часть батальона спаслась, но около многие 60 были окружены махновцами и изрублены махновской конницей.
Вырвавшись из окружения, Махно посадил пехоту на подводы и стремительно двинулся на восток, начав разрушительный рейд по тылам Добровольческой армии.